# Grensconflict van Oregon

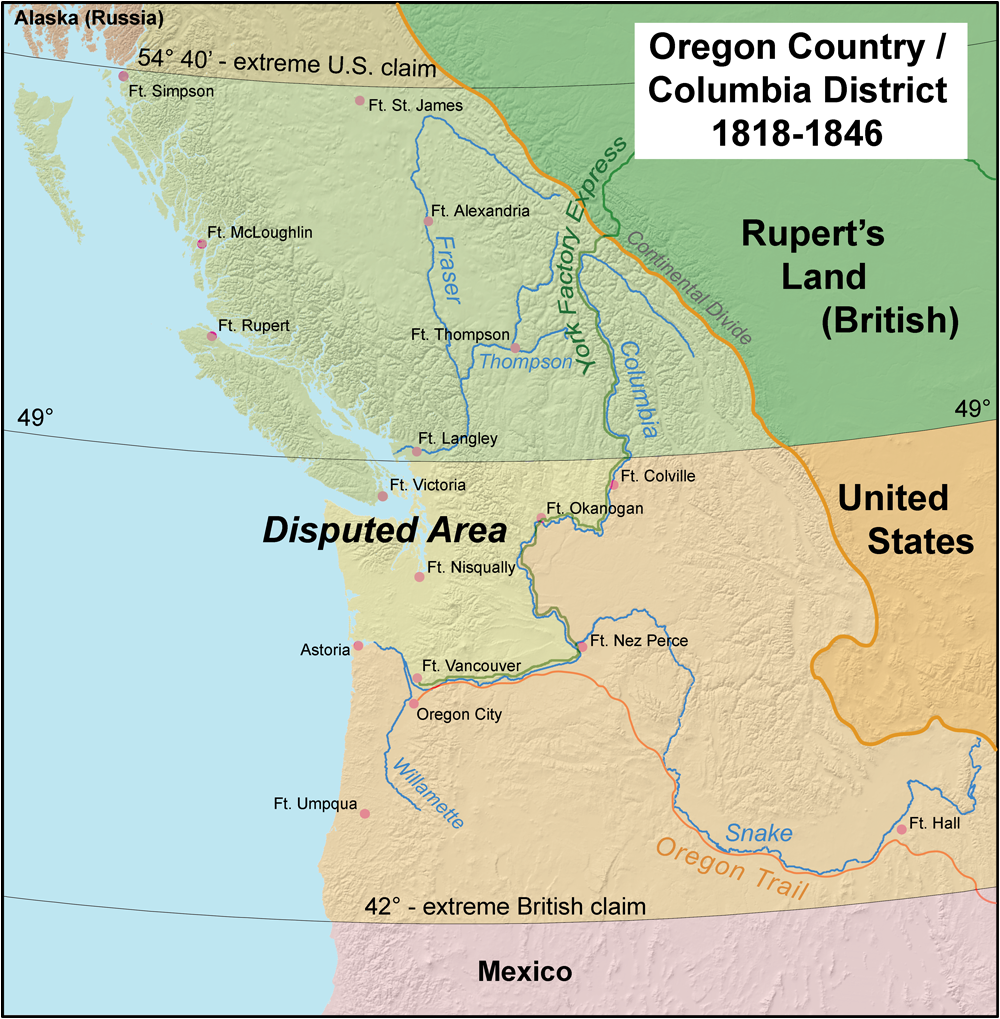
Oregon Country/Columbia District
van 42°N tot 54° 40'N. Het meest betwiste gebied is aangeduid

Het Grensconflict van Oregon of de Oregonkwestie was het gevolg van aanspraken van Verenigd Koninkrijk van Groot-Brittannië en Ierland en de Verenigde Staten op de regio Pacific Northwest van Noord-Amerika in de eerste helft van de negentiende eeuw. Zowel het Verenigd Koninkrijk als de Verenigde Staten hadden territoriale en commerciële aspiraties in de regio, naast overige aanspraken van verdragen met Rusland en Spanje. De Britten kenden de regio als Columbia District, een handelsafdeling in bont van de Hudson's Bay Company, terwijl de Amerikanen ernaar verwezen als Oregon Country. De meest algemene definitie van het betwiste gebied werd als volgt beschreven: ten westen van het Continental Divide, ten noorden van de 42e noordelijke breedtegraad (de noordelijke grens van Nieuw-Spanje en na 1821 van Mexico), en ten zuiden van 54°40' N (de zuidelijke grens van Russisch-Amerika na 1825).
Het grensconflict van Oregon werd een belangrijk onderdeel van de geopolitieke diplomatie tussen het Britse rijk en de nieuwe Amerikaanse republiek. In 1844 had de expansionistische Democratische Partij, in de lijn van de manifest destiny-visie, er op gewezen dat de Verenigde Staten het recht hadden Oregon Country in zijn geheel op te eisen tot aan Russisch-Amerika ter hoogte van 54°40′ N. De Democratische presidentskandidaat James K. Polk won de presidentsverkiezingen van 1844, maar streefde vervolgens naar een compromis door de grens te leggen ter hoogte van de 49ste breedtegraad. Dit is dezelfde grenshoogte die voorgesteld was door vorige regeringen. De onderhandelingen tussen de Verenigde Staten en de Britten zwakten af. Daarnaast groeide er ook een gespannen sfeer toen Amerikaanse expansionisten (zoals de Amerikaanse senator Edward A. Hannegan uit Indiana of congreslid Leonard Henly Sims uit Missouri) aandrongen bij Polk om heel Oregon Country te annexeren ten noorden van 54°40′ N, zoals de Democraten propageerden in de verkiezingen. De heisa gaf aanleiding tot politieke slogans als "Fifty-four Forty or Fight!" (nl: "Vierenvijftig Veertig of Vecht!") en de slagzin "Manifest Destiny".
De expansionistische plannen van Polk en de Democratische Partij gaven uitzicht op twee verschillende gelijktijdige oorlogen omdat de betrekkingen tussen de Verenigde Staten en Mexico verslechterden na de annexatie van Texas. Noch de Britten, noch de Amerikanen wilden een derde oorlog voeren in zeventig jaar tijd. Net voor het begin van de Mexicaans-Amerikaanse oorlog keerde Polk terug naar zijn eerder standpunt over de grenzen van Oregon en aanvaardde het compromis langsheen de 49e breedtegraad tot aan de Straat van Georgia. Dit akkoord werd vastgelegd in het Verdrag van Oregon van 1846. De 49e breedtegraad bleef de grens tussen de Verenigde Staten en Canada ten westen van Lake of the Woods. Daarnaast was er de zeegrens die zuidwaarts ging tot aan de Straat van Juan de Fuca waardoor Vancouvereiland buiten het Amerikaans grondgebied kwam te liggen, maar niet het kleine schiereiland in het oosten dat Point Roberts bevat.

## Historische kaarten
De grens tussen het Britse en Amerikaanse territorium werd in die periode op verschillende manieren afgebeeld:

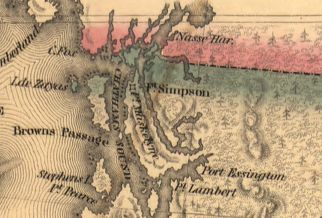
Een Amerikaanse kaart uit 1841 waarop de breedteligging van 54°40′ nabij Fort Simpson in Brits-Columbia als grens vastgelegd staat.
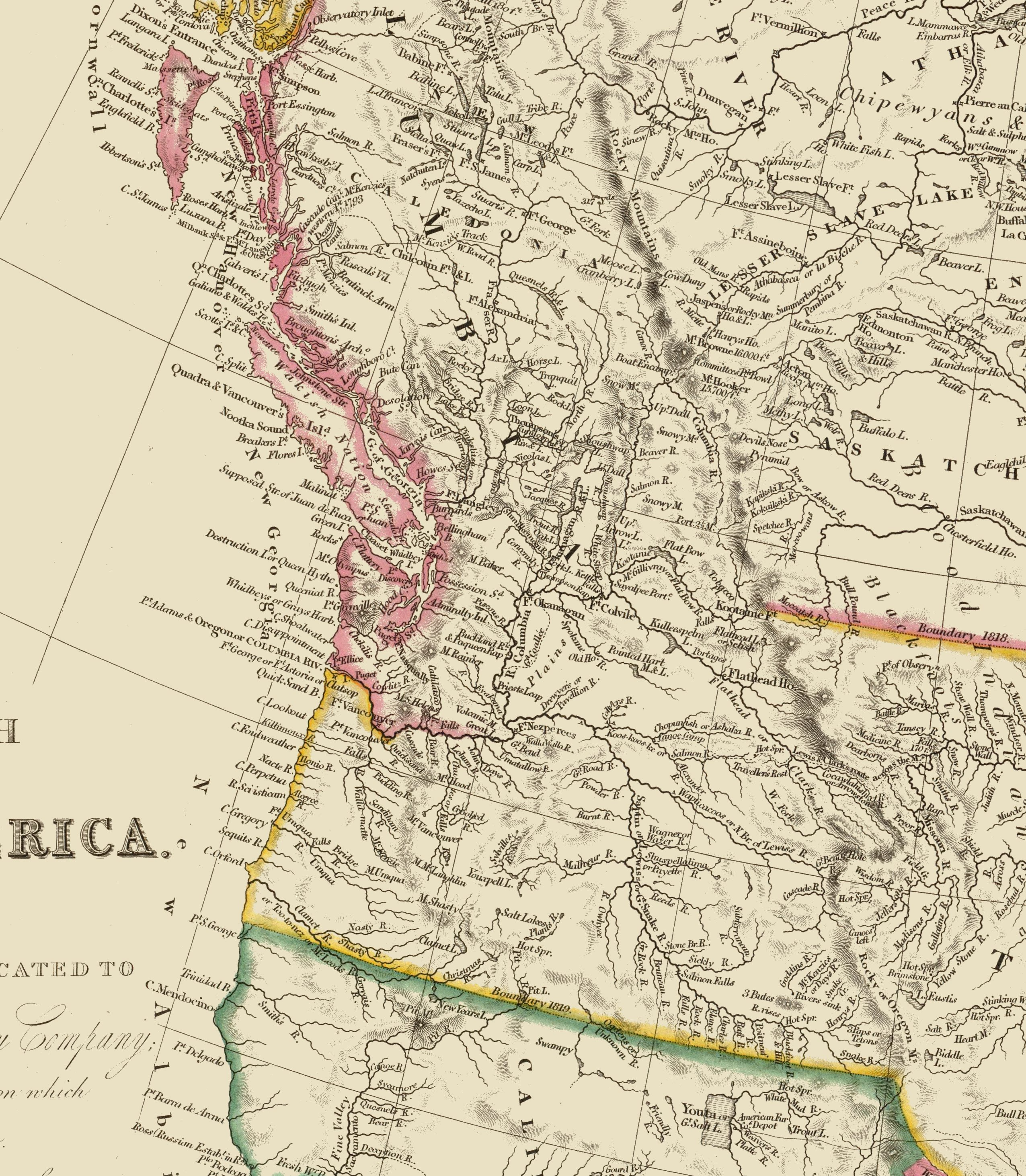
Een Britse kaart uit 1844 waarop de rivier Columbia als grens afgebeeld wordt.
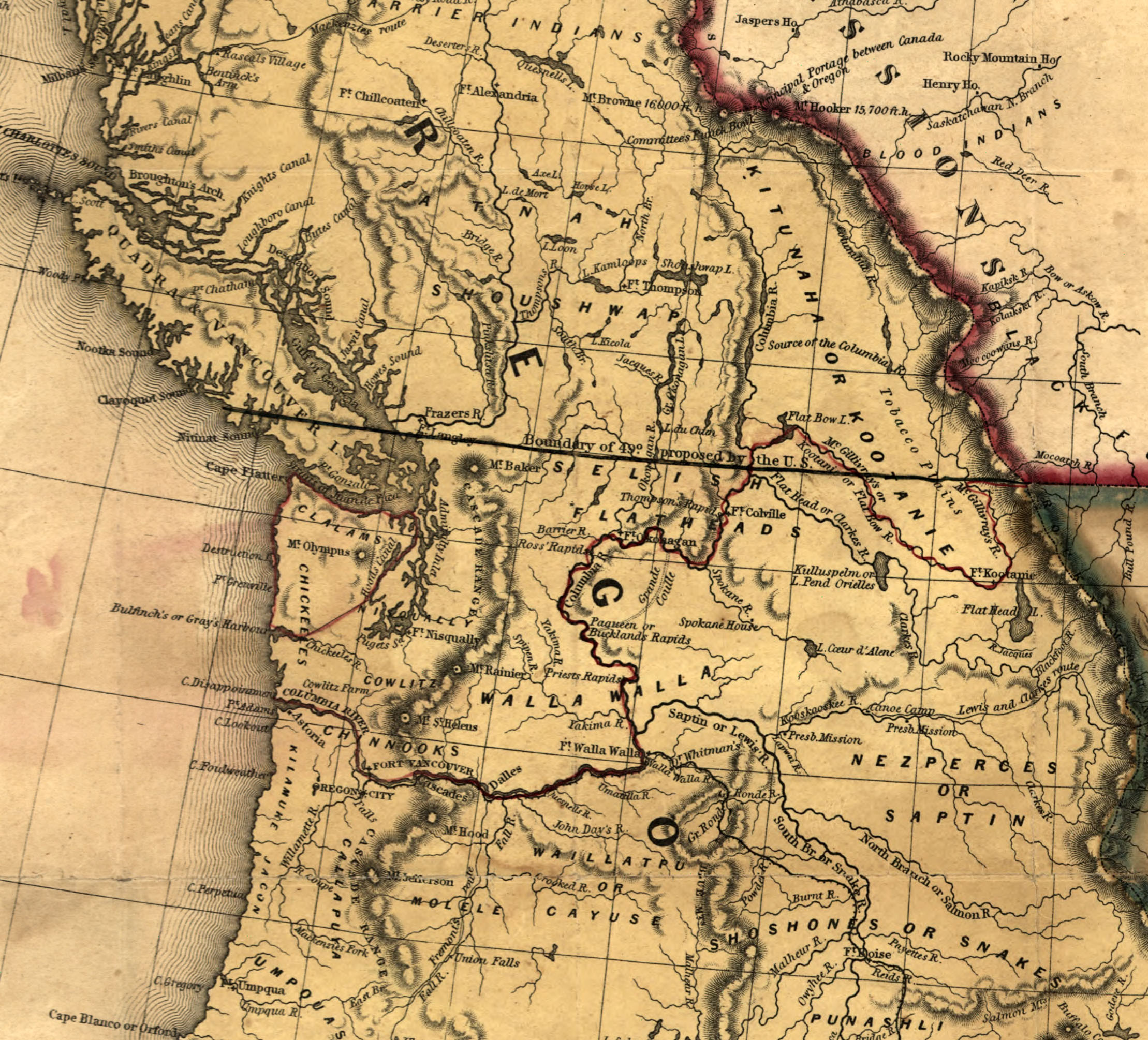
Een kaart uit 1846 waar de 49e breedtelijn als grens doorheen Vancouvereiland afgebeeld staat.